# Moore (krater)
För andra betydelser, se Moore.
Moore är en nedslagskrater med en diameter på 21 kilometer, på planeten Venus. Moore har fått sitt namn efter den amerikanska poeten Marianne Moore.